# IC 1613

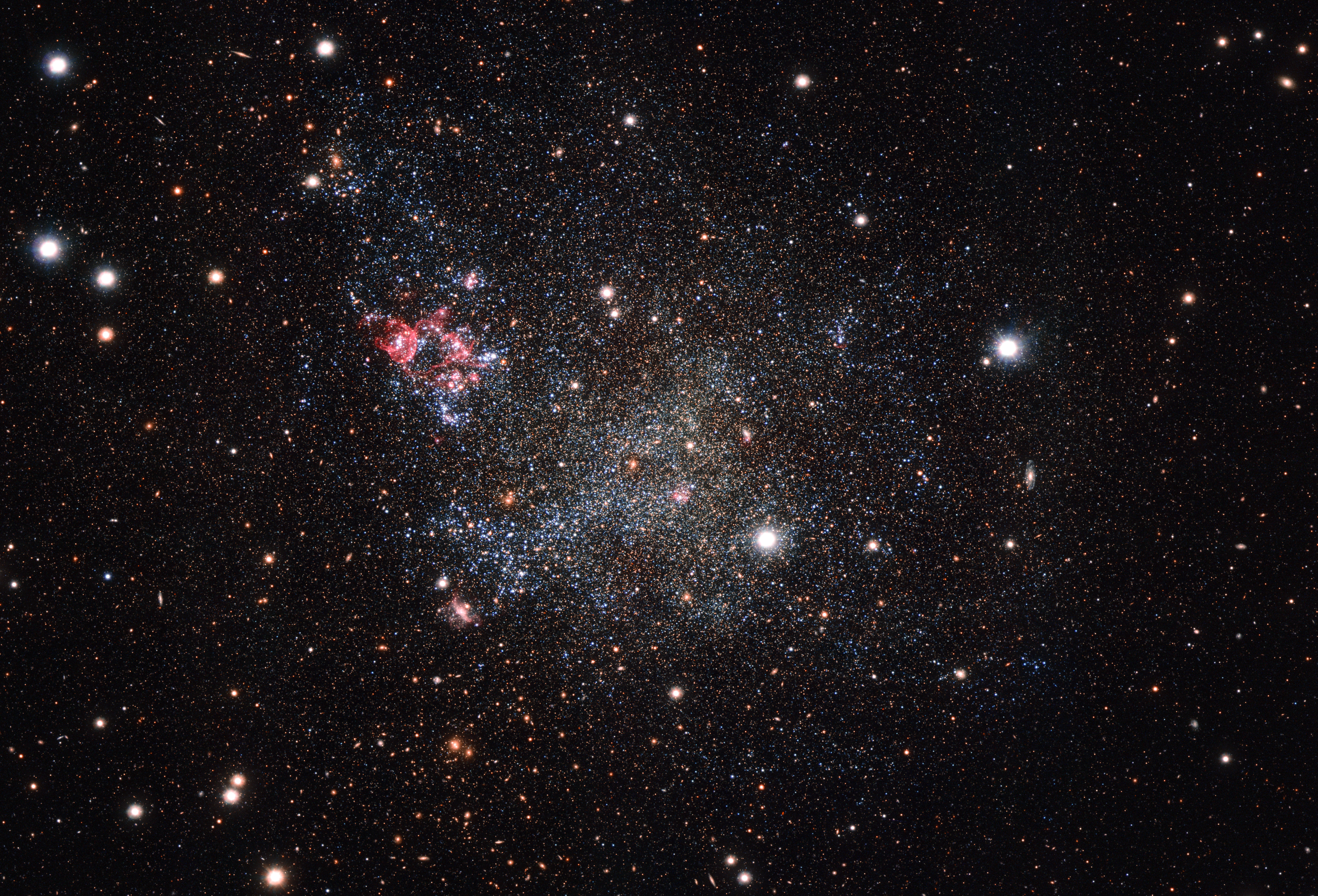
Hình ảnh của IC 1613

IC 1613 (hay tên gọi khác là Caldwell 51) là tên của một thiên hà lùn nằm trong chòm sao Kình Ngư. Ngoài ra, nó còn là một thiên hà vô định hình. Nó nằm gần một ngôi sao tên là 26 Ceti . Nhà thiên văn học Max Wolf đã phát hiện ra thiên hà này và nó đang hướng đến Trái Đất của chúng ta vối vận tốc là 234 km/s.
IC 1613 là thành viên trong nhóm Địa phương  và đó một vai trò quan trọng trong việc xác định chu kì biến quang của các sao biến quang Cepheid liên quan đến khoảng cách ước tính.
Năm 1999, Cole và các đồng nghiệp đã sử dụng kính viễn vọng không gian Hubble  và tìm thấy rằng những ngôi sao chủ yếu của nó có tuổi khoảng 7 giga năm. Sử dụng biểu đồ Hess của nó, họ thấy được lịch sử tiến hóa của nó giống với thiên hà lùn bất thường Pegasus. Loại của cả hai thiên hà này là Ir V trong hệ thống DDO. Cũng năm 1999, Antonello và các đồng sự đã tìm thấy 5 ngôi sao biến quang Cepheid trong IC 1613, điều này đã ủng hộ nhận định trên. Và cũng năm này, King, Modjaz, & Li đã tìm thấy một tân tinh đầu tiên.
Thiên hà này có chứa một ngôi sao WO, được biết đến là DR1. Nó có chứa một ngôi sao có thể là sao biến quang màu xanh và rất nhiều ngôi sao loại OB cũng như nhiều mối liên kết OB.

## Dữ liệu hiện tại
Theo như quan sát, đây là thiên hà nằm trong chòm sao Kình Ngư và dưới đây là một số dữ liệu khác:
Xích kinh 01h 04m 47,8s
Độ nghiêng +02° 07′ 04″
Giá trị dịch chuyển đỏ -234 ± 1 km/s
Cấp sao biểu kiến 9.9
Kích thước biểu kiến 16′.2 × 14′.5
Loại thiên hà IB(s)m